# Donatella Bernardi
Pour les articles homonymes, voir Bernardi.
Donatella Bernardi, née le 30 novembre 1976 à Genève, est une artiste, chercheuse, curatrice et vidéaste italo-suisse. Ses domaines d'activités touchent l'art textile, l'art vidéo, l'écriture, les films, les installations, la peinture murale, les performances et la sculpture.

## Biographie

### Enfance et formations
Donatella Laura Ada Bernardi est suisse d'origine italienne,. Elle naît à Genève le 30 novembre 1976. Elle est originaire de la commune suisse de Gondiswil.
Son père est botaniste. Elle découvre à travers les voyages de ce dernier en Europe, autour de la Méditerranée et en Amérique latine, les notions d’histoire et de déplacement.
Elle est diplômée en 2001 de l’Ecole supérieure des beaux-arts de Genève, où elle étudie les arts plastiques, et en 2002 de la Hochschule für bildende Künste de Hambourg,. 
Elle complète sa formation par un cours postgrade en cinéma-vidéo à l'ESBA de Genève en 2004, et par un master en histoire de l’art et en philosophie à l’Université de Genève dont elle obtient le diplôme en 2006. 
Entre 2014 et 2018, elle réalise un doctorat à l’Université Queen Mary de Londres. 

### Carrière
En 2001, elle co-fonde avec l'artiste genevoise Andrea Lapzeson le collectif d’artistes Zorro & Bernardo,.
De 2002 à 2004, elle est curatrice chez Forde, un espace d’art contemporain situé à Genève qu'elle co-dirige en collaboration avec Cicero Egli et Daniel Ruggiero).
À partir de 2004, elle est membre de l’AICA (Association Internationale des Critiques d’Art) et publie régulièrement en tant que critique d'art indépendante. Elle est aussi membre d´Agent provocateur.
Entre 2004 et 2006, elle travaille en commun avec l'artiste Andrea Lapzeson dans le cadre du collectif d’artistes Zorro & Bernardo,.
De 2006 à 2008, elle est membre de l’Institut suisse de Rome. En résidence, elle y étudie la dimension géopolitique du voyage autour d'enquêtes.
En 2007, elle co-fonde le collectif Eternal Tour avec l’historienne de l’art Noémie Étienne. Il réunit artistes et scientifiques autour d'une enquête et d'une expérience contextuelle. Naît ainsi le festival nomade Eternal Tour qu'elle organise à partir de 2008 et jusqu'en 2012. La première édition a lieu à Rome mais il est ensuite organisé sur différents continents, en collaboration avec des intervenants locaux. Les éditions suivantes auront lieu à Neuchâtel (2009), à Ramallah et Jérusalem (2010), de New York à Las Vegas (2011), à Genève (2012) et à Sao Paulo (2012). Les questions abordées tournent autour des sujets suivants : le cosmopolitisme, le tourisme, la migration, l'exil, la créolisation, le féminisme, la taxonomie, les savoirs pratiques et la pensée empirique. 
Entre 2009 et 2014, elle enseigne au Centre d’expérimentation et de recherche de la HEAD à Genève. Parallèlement, à partir de 2010, elle enseigne au Royal Institute of Art à Stockholm. Elle y restera jusqu'en 2016. 
De 2017 à 2020, elle dirige le master en arts visuels de la Zürcher Hochschule der Künste à Zurich.  
Depuis 2021, elle dirige la Maison Rousseau et Littérature à Genève, située dans la maison natale de Jean-Jacques Rousseau, en plein cœur du centre-ville,. A son arrivée, elle dépoussière le musée en proposant diverses activités pour petits et grands en lien avec les domaines de prédilection du philosophe comme la littérature, l'éducation ou la nature. Elle a aussi l'idée d'ouvrir de février à avril 2023 un pop-up store dédié à Jean-Jacques Rousseau que Donatella Bernardi qualifie d' « influenceur du XVIIIe siècle ». On y vend des objets à l'effigie du philosophe,.

### Vie privée
Aujourd'hui, Donatella Bernardi vit et travaille à Genève, après avoir quitté la ville pendant quatorze ans. Elle vit en effet un temps à Stockholm. 

## Pratique artistique
Donatella Bernardi produit peu d'œuvres qui puissent s'acheter. Son travail comprend surtout des installations éphémères, ou prend la forme de performances et de publications.  Elle y tient à la fois le rôle d’hôte, de productrice et d’éditrice. En effet, Donatella Bernardi est également organisatrice de festivals, commissaire d'expositions (Forde, Genève, 2002-2004 ; Wunder Stanza, Zorro & Bernardo ; Post Tenebras Luxe, Musée Rath, 2009), critique d'art, éditrice (Decorum, supplément du Kunst-Bulletin, 2005-2007), ou encore réalisatrice de films, comme Fortuna Berlin,,,. 
« Allant de l’exposition au festival et en passant par le film et le livre, les différents dispositifs pratiqués par Bernardi s’inscrivent dans un cadre « post-conceptuel » où le caractère éphémère et collectif de l’évènement se combine avec la dimension subjective de l’auto-ethnographie » écrit l'historienne de l'art Federica Martini en 2021,. 
Elle adapte les médias et les formats qu'elle utilise selon le lieu ou le thème (culture populaire, féminisme, anthropologie, histoire, colonialisme, migration, taxonomie, religion ou encore piraterie). L'art et le regard critique de l'artiste constituent la clé des recherches de Donatella Bernardi.

### Projets (sélection)
- 2018-2019 : From Abdizuel to Zymeloz (2018) et Morelli, Freud, Holmes (2018-2019). L'artiste réalise des classements à travers des indices, des listes ou encore des accumulations symboliques d'objets. Son message adressé au présent utilise des éléments du passé[1].

- 2015-2016 : Same Same But Different, 2015 et Comunità Olivetti, 2016. Etudes des usines Olivetti, sur le sujet des pratiques industrielles non aliénantes[1].
- 2009 : Les Héritiers de la Comtesse (2009). Film dans lequel elle réalise une critique institutionnelle des académies étrangères[1].
- 2008 : Talking Objects HA. Installation opposant l'objet et le sujet, basée sur un exercice de lecture active de La Vie de l’esprit (1978) de la philosophe allemande Hannah Arendt, prenant au sol la forme d’une mosaïque encadrant les initiales de l'auteure, « HA », et quatre logos politiques contemporains[1].
- 2007-2008 : projet Wunder Stanza. Création de cabinets accueillant soixante objets issus de collections muséales ou privées mettant en lumière la perméabilité entre l'art et le design[1].

## Expositions et collections

### Expositions personnelles (sélection)
- 2018 : From Abdizuel to Zymeloz, Corner College, Zurich[1];
- 2015 : Same same but different, Hard hat, Genève[1];
- 2014 : Barbabietole e meringue, Istituto Svizzero di Roma, Rome[1];
- 2009 : Gott würfelt nicht - er rundet Ecken ab, Stadtgalerie Bern, Berne[1];
- 2005 : Fortuna, Mamco, Genève (comprenant les films Splitternackt (2002), Installation (2004) et Fortuna Berlin (2005))[11] ; Festival International du Film de São Paulo.

### Expositions collectives (sélection)
- 2022 : Bang Bang - Translokale Performance Geschichte:n, Museum Tinguely, Bâle[1];
- 2015 : Morgenröte, aurora borealis and Levantin. Into your Solar Plexus, Kunsthalle Bern, Berne[1];
- 2008 : Swiss Art Awards, Foire de Bâle[1];
- 2007 : Accélération, Centre d'art de Neuchâtel (CAN) & Karting (ancienne usine Suchard), Neuchâtel[1];
- 2007 : Peccato mistico / short, In Tryingtoland 2, curateur : Shara Wasserman, MACRO, Museo d'Arte Contemporanea di Roma, Rome;
- 2007 : Peccato mistico / short, film programmé à la BIM 12,12e Biennale de l'Image en Mouvement, Centre pour l'image contemporaine, Saint-Gervais Genève, Genève.

### Collections institutionnelles (sélection)
- Genève, Fonds cantonal d’art contemporain ;
- Genève, Fonds d’art contemporain de la Ville ;
- Genève, Musées d’art et d’histoire, Cabinet d’arts graphiques ;
- Genève, fonds de la Société des arts[1].

## Prix
- 2013 : Prix pour la programmation en art contemporain du Canton de Genève[1]
- 2008 : Bourse fédérale d'art, Bâle[3]
- 2008 : Researcher Fine Art, Jan van Eyck Academie, Maastricht[6]
- 2007 : Bourse fédérale d'art, Bâle[3]
- 2007 : Bourse Berthoud, Genève[1]
- 2006 : Résidence d’artiste, Institut Suisse de Rome[1]
- 2006 : Bourse pour médiateur en art contemporain, FMAC, Genève[13]
- 2005 : Prix culturel Manor, Genève[14]
- 2005 : Bourse Berthoud, Genève[1]
- 2005 : Bourse fédérale d’art, Bâle[3]